# Prezidentské volby v Rusku 2018

Průzkumy veřejného mínění pro ruské prezidentské volby 2018

Výsledky voleb

Ruské prezidentské volby se uskutečnily v neděli dne 18. března 2018. Dosavadní prezident Vladimir Putin obhájil svůj mandát se 76,66 % hlasů (účast 67,47 %), ve funkci prezidenta je s přestávkou (2008–2012) již po čtvrté volební období. O další budoucí kandidatuře údajně již neuvažoval. O dva roky později podepsal ústavní zákon, který mu umožňuje kandidovat na další dvě volební období.
Volby provázely kontroverze a podvody, počínaje nepřipuštěním opozičního kandidáta Alexeje Navalného a konče nucením voličů k účasti a falšováním výsledků. Předsedkyní ruské Centrální volební komise byla od roku 2016 jmenovaná někdejší ochránkyně lidských práv a kdysi známá kritička Kremlu Ella Pamfilovová. Ta uvedla, že v pěti okrscích mělo docházet k případům podezřelého vhazování lístků do uren, ve všech těchto okrscích bylo hlasování anulováno. Takovýchto narušení ovšem bylo nahlášeno mnohonásobně více. Podle předsedkyně bylo v porovnání s rokem 2012 o polovinu tolik oznámených porušení, ale žádné nebylo tak vážné, aby to jakkoli ovlivnilo hlasování.
OBSE ve zprávě ze své pozorovatelské mise uvedla, že v těchto volbách nebylo konkurentní prostředí, provázelo je porušování základních lidských práv, Vladimir Putin byl nepřiměřeně protežován médii a voliči byli nuceni k účasti. Hlavní pozorovatel Šanghajské organizace pro spolupráci označil volby za „transparentní, věrohodné a demokratické“. Zástupce vedoucího monitorovací skupiny Občanské komory Ruské federace je nazval „bezprecedentně čistými“. Druhý nejúspěšnější kandidát Pavel Grudinin označil ruské volby za „nejšpinavější v postsovětském prostoru“.

## Kandidáti
V první polovině prosince roku 2017 bylo oznámeno, že se bude o prezidentský úřad ucházet i počtvrté Vladimir Putin, dosavadní prezident. Dále kandiduje Pavel Grudinin, ředitel Leninova sovchozu, kandidující za komunistickou stranu, Vladimir Žirinovskij – ruský nacionalista, předseda Liberálně-demokratické strany Ruska, Xenija Sobčaková – novinářka a televizní moderátorka, Grigorij Javlinskij – ruský liberální ekonom, bývalý předseda liberálního opozičního politického hnutí Jabloko, Boris Titov – politik, podnikatel a předseda Strany růstu, Maxim Surajkin – předseda strany Komunisté Ruska a Sergej Baburin – dřívější poslanec Státní dumy a lídr strany Ruský všenárodní svaz. Hlavní kandidát opozice Alexej Navalnyj nebyl k volbám připuštěn kvůli jeho dřívějšímu odsouzení z údajného korupčního jednání.

## Výsledky

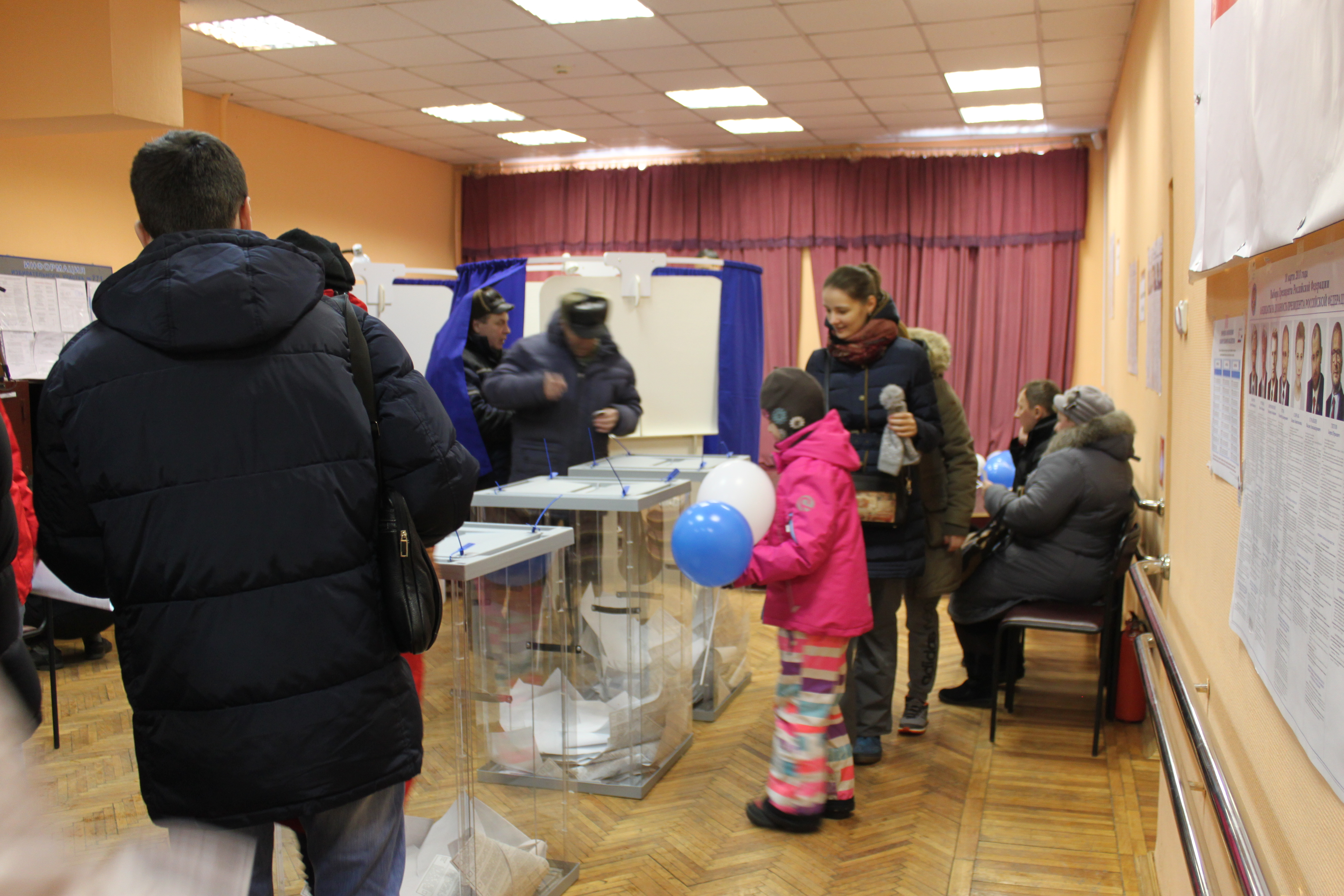
Hlasování v ruských prezidentských volbách 2018

| První kolo 18. března 2018, volební účast: 67,53% | První kolo 18. března 2018, volební účast: 67,53% | První kolo 18. března 2018, volební účast: 67,53% | První kolo 18. března 2018, volební účast: 67,53%        | První kolo 18. března 2018, volební účast: 67,53% | První kolo 18. března 2018, volební účast: 67,53% |
| Místo                                             | Kandidát                                          | Obrázek                                           | Strana                                                   | Hlasů                                             | Procent                                           |
| ------------------------------------------------- | ------------------------------------------------- | ------------------------------------------------- | -------------------------------------------------------- | ------------------------------------------------- | ------------------------------------------------- |
| 1.                                                | Vladimir Putin                                    |                                                   | nezávislý                                                | 56 433 927                                        | 76,69 %                                           |
| 2.                                                | Pavel Grudinin                                    |                                                   | nestraník, navržený Komunistickou stranou Ruské federace | 8 659 666                                         | 11,77 %                                           |
| 3.                                                | Vladimir Žirinovskij                              |                                                   | Liberálně-demokratická strana Ruska                      | 4 155 168                                         | 5,65 %                                            |
| 4.                                                | Xenija Sobčaková                                  |                                                   | Občanská iniciativa                                      | 1 238 180                                         | 1,68 %                                            |
| 5.                                                | Grigorij Javlinskij                               |                                                   | Jabloko                                                  | 769 751                                           | 1,05 %                                            |
| 6.                                                | Boris Titov                                       |                                                   | Strana růstu                                             | 556 880                                           | 0,76 %                                            |
| 7.                                                | Maxim Surajkin                                    |                                                   | Komunisté Ruska                                          | 499 369                                           | 0,68 %                                            |
| 8.                                                | Sergej Baburin                                    |                                                   | Ruský všenárodní svaz                                    | 479 037                                           | 0,65 %                                            |

## Kontroverze

### Kontroverze kolem kandidatury A. Navalného
Alexej Navalnyj je opoziční politik, předseda Strany pokroku a zakladatel Fondu boje s korupcí. Více než rok před volbami vedl velmi intenzivní předvolební kampaň, v níž dokázal aktivizovat stovky tisíc lidí napříč celým Ruskem i přes informační blokádu v celostátních médiích. Na desítky setkání s Navalným po celé zemi přicházely tisíce zejména mladých lidí. Kampaň provázel velký tlak ze strany úřadů, jeho stoupencům nebylo povolováno organizovat mítinky a demonstrace a poté docházelo k věznění organizátorů mítinků, jeho příznivci a členové jejich rodin byli zatýkáni, zastrašováni, došlo i k výpovědím ze zaměstnání či vyloučení ze studia. Sám Navalnyj byl v průběhu kampaně odsouzen dvakrát, jednou na 15, podruhé na 20 dní vězení. Centrální volební komise jej nakonec 25. prosince odmítla registrovat, neboť Navalnyj byl pravomocně odsouzen v kauze zpronevěry v podniku Kirovles. Rozsudek v této kauze však byl již dříve zpochybněn Evropským soudem pro lidská práva. Za politicky motivovaný proces označil tuto kauzu např. tehdejší velvyslanec USA v Rusku, Evropská unie a řada vysokých představitelů evropských zemí. Navalnyj v reakci na znemožnění kandidovat vyhlásil stávku voličů.
V souvislosti se zamítnutím kandidatury Alexeje Navalného ze strany ruské Centrální volební komise na základě jeho údajné zpronevěry v kauze Kirovles vydala Evropská služba pro vnější činnost tiskové prohlášení. V něm vyjádřila vážnou pochybnost nad politickým pluralismem v Rusku a nad uskutečněním demokratických voleb v příštím roce. Prohlášení také připomíná, že v kauza, která znemožnila Navalného kandidaturu, byla již jednou Evropským soudem pro lidská práva zpochybněna. Vyzývá také, aby politicky motivované rozsudky nebyly používány k omezení politické soutěže.
Mluvčí ministerstva zahraničí USA Noel Clay vyjádřil znepokojení nad rozhodnutím Centrální volební komise nepřipustit Navalného k prezidentským volbám. Zároveň sdělil, že USA vyzývají ruskou vládu k provedení čestných voleb, které budou transparentní, spravedlivé a svobodné a budou garantovat svobodné vyjádření vůle lidu.
28. ledna 2018 proběhly ve více než 100 ruských městech od Vladivostoku po Kaliningrad protesty proti nepřipuštění Alexeje Navalného k volbám a za jejich bojkot. Podle Navalného byli k volbám připuštěni pouze ti kandidáti, které Putin osobně vybral a kteří jej ani v nejmenším neohrožují. V sibiřském Jakutsku lidé vyšli nehledě na teplotu −45 °C. V Jakutsku, Jekatěrinburgu a Petrohradě se sešlo okolo 1 000 lidí, v Moskvě asi 3 000 - 4 000 lidí. V asi 20 % měst demonstrace nebyly povoleny. Zadrženo bylo po celé zemi 371 lidí, v souvislosti s protesty 120 osob dostalo pokuty v rozmezí 500 až 150 000 rublů nebo zatčeno v rozsahu 1 až 30 dní (k 31. lednu 2018).

### Nátlak na nezávislé pozorovatele
Již před volbami byl vyvíjen nátlak na nezávislou pozorovatelskou organizaci Golos a na organizaci Alexeje Navalného, která k volbám vyslala přes 30 tisíc pozorovatelů. Nejdříve bylo oběma organizacím znemožněno vyslat pozorovatele přes jejich oficiálně zaregistrovaná média, takže museli požádat o pověření od kandidátů. Těsně před volbami proběhla po celém Rusku vlna domovních prohlídek a zatýkání. Na dobu voleb byli uvězněni někteří koordinátoři a lektoři pozorovatelů, zároveň se policie v některých regionech snažila zabavit aktivistům pověření pro pozorovatele. Jenom v Kemerovské oblasti takto policie zabavila přes 1600 pověření.

### Během voleb
Opoziční pozorovatelé a novináři v průběhu voleb zdokumentovali množství kontroverzí a podvodů. Například v některých urnách již v momentě otevření volebních místností ležely hlasovací lístky. Centrální volební komise a zejména nezávislí pozorovatelé zveřejnili řadu videí, ve kterých členové volebních komisí vhazovali do uren svazky hlasovacích lístků. Šéf volební místnosti nedaleko Moskvy byl suspendován a druhý muž obviněný z toho, že hodil do urny vícero hlasů na dalekém východně byl zatčen.
Některým voličům bylo umožněno hlasovat více než jednou, což potvrdil i kandidát za komunistickou stranu Pavel Grudinin. Některé takové případy byly dokonce zachyceny kamerami.
Docházelo také k zatýkání a napadání pozorovatelů přímo ve volebních místnostech. Ve městě Dolgoprudnyj dva opilí lidé vyhnali z volební místnosti pozorovatele kandidáta Borise Titova, ten se do místnosti poté vrátil. V Machačkale byli údajně napadeni volební pozorovatelé. Předsedkyně Pamfilovová však jakékoliv vykázáni, či dokonce napadení pozorovatelů popřela a označila je za zvěsti, ačkoliv řada incidentů byla zachycena kamerami.
Několik stovek lidí si oficiálně stěžovalo, že byli nuceni k účasti ve volbách pod různými pohrůžkami, například nižším platem, nebo ztížením zkoušek na škole. Účast ve volbách museli dokazovat například fotografií z volební místnosti.Jednalo se nejenom o státní zaměstnance, ale i o studenty a zaměstnance soukromých podniků.
Záběry zveřejněné Golosem ukazují kamery ve volebních místnostech, které byly záměrně zakrývány, aby znemožnily pozorovat dění, například balónky.

### Nesrovnalosti ve výsledcích
Podle zpráv nezávislých pozorovatelských organizací byla ve volebních místnostech, kde byl přítomen nezávislý pozorovatel, volební účast nápadně nižší než v ostatních. V Penzenské oblasti například pozorovatelé od Alexeje Navalného napočítali účast asi 50 %, oficiální volební účast v regionu ovšem činila 70 %. Zároveň bylo ve volebních místnostech Penzenské oblasti bez nezávislých pozorovatelů napočítáno o 15-20 % hlasů za Vladimira Putina více než na těch bez pozorovatelů. V Čečensku, kde k volbám přišlo oficiálně téměř 90 % voličů, odvolilo v místnostech pokrytých pozorovateli více než dvakrát méně lidí. Celkově Navalnyj uvádí, že oficiální údaje byly navýšeny asi o 10 %. Pozorovatelé agentury Reuters počítali u 12 volebních místností, kolik do nich za celý den přijde voličů. Oficiální výsledky v 9 z nich byly o 10 i více procent vyšší než údaje pozorovatelů.
Fyzik a matematik Sergej Špilkin, který se dlouhodobě zabývá podáváním matematických důkazů falzifikace ruských voleb, odhaduje, že v těchto prezidentských volbách bylo Putinovi přičteno okolo 10 milionů falešných hlasů. Vychází přitom z analýzy statistických anomálií, kdy Putin ve volebních místnostech s nižší účastí získal výrazně menší počet hlasů než ve volebních místnostech s vysokou účastí. Podle Špilkina se tak ale paradoxně jedná o nejčestnější volby v Rusku za posledních 15 let.

## Zajímavosti
Na ruské ambasádě v Paříži hlasoval také francouzský herec Gérard Depardieu, který v roce 2013 obdržel od prezidenta Putina ruské občanství.
Poprvé se přímo pod ruskou vládou hlasovalo na Krymu. Voliči tam dostávali odznak s nápisem „S Ruskem na věčné časy“.
Ukrajina se rozhodla, že hlasování ruským občanům na svém území nedovolí – například ambasáda v Kyjevě byla blokována policejními jednotkami. Ukrajinská vláda tímto opatřením zareagovala na ruskou výzvu, aby zajistila bezpečnost zastupitelských úřadů v den voleb. Rusko postup Ukrajiny označilo za porušení mezinárodního práva.

## Reakce
Čína byla první světovou velmocí, která reagovala na výsledky voleb, se slibem, že s Ruskem vytáhne vztahy na „vyšší stupeň“. Další země, které následovaly byly: Ázerbájdžán, Arménie, Bělorusko, Bulharsko, Chorvatsko, Kuba, Česká republika, Egypt, Německo, Guatemala, Maďarsko, Indie, Írán, Izrael, Japonsko, Kazachstán, Kyrgyzstán, Malajsie, Moldavsko, Saúdská Arábie, Sýrie, Tádžikistán, Uzbekistán a Venezuela. 20. března, tedy ještě před sečtením 100 % hlasů, Putinovi gratuloval předseda Evropské komise Jean-Claude Juncker a telefonicky také americký prezident Donald Trump.